# 迪布里夫卡 (葉米利奇內市鎮)
50°57′19″N 27°29′51″E / 50.95528°N 27.49750°E
迪布里夫卡（羅馬化：Dibrivka）是烏克蘭北部的村莊，隸屬日托米爾州的茲維亞赫爾區。該村面積0.04平方公里，海拔高度204米，2001年人口39，人口密度每平方公里951.22人。